# Золпідем
Золпідем (англ. Zolpidem, лат. Zolpidemum) — синтетичний лікарський засіб, що належить до групи снодійних і седативних засобів, та є похідним імідазопіридину. Золпідем застосовується перорально. Золпідем уперше синтезований у 1988 році в лабораторії компанії «Synthelabo», яка пізніше стала частиною компанії «Sanofi».

## Фармакологічні властивості
Золпідем — синтетичний лікарський засіб, що належить до групи снодійних і седативних засобів, та є похідним імідазопіридину. Механізм дії препарату полягає у специфічній взаємодії з ω1-бензодіазепіновими рецепторами в центрі постсинаптичних рецепторів гамма-аміномасляної кислоти. Оскільки ці рецептори локалізовані переважно в корі головного мозку, то золпідем має переважно снодійний ефект, та практично не має анксіолітичного, протисудомного та міорелаксуючого ефекту. Золпідем зменшує час засипання подовжує другу стадію сну та подовжує стадії III та IV сну. Золпідем застосовується при хронічних формах безсоння, а також при епізодичному безсонні з утрудненим засинанням. При застосуванні золпідему спостерігається незначна кількість побічних ефектів, проте при застосуванні препарату може спостерігаєтися поява звикання до нього.

### Фармакокінетика
Золпідем при прийомі всередину швидко всмоктується та розподіляється в організмі, біодоступність препарату при пероральному прийомі складає 70 % у зв'язку із ефектом першого проходження через печінку, максимальна концентрація в крові досягається протягом 0,5—3 годин. Золпідем створює високі концентрації у багатьох тканинах організму, проходить через гематоенцефалічний бар'єр, через плацентарний бар'єр та виділяється в грудне молоко. Метаболізується препарат в печінці з утворенням неактивних метаболітів. Виводиться золпідем із організму переважно з сечею у вигляді метаболітів (56 %), частково виводиться з калом (37 %). Період напіввиведення золпідему коливається від 0,7 до 3,5 годин, цей час може збільшуватися при печінковій недостатності.

## Показання до застосування
Золпідем застосовується при хронічних, транзиторних і епізодичних формах безсоння з утрудненим засинанням.

## Побічна дія
При застосуванні золпідему побічні ефекти спостерігаються нечасто, найчастішими з них є головний біль, запаморочення, сонливість, диспептичні явища. Проте при його застосуванні нерідко спостерігаються випадки формування звикання до золпідему, а при передозуванні препарату описані смертельні випадки. Іншими побічними ефектами препарату є:
- Алергічні реакції та з боку шкірних покривів — шкірний висип, свербіж шкіри.
- З боку травної системи — нудота, блювання, діарея, біль у животі.
- З боку нервової системи — підвищена стомлюваність, м'язова слабість, загальмованість, порушення координації рухів, атаксія, дизартрія, погіршення настрою, парадоксальні реакції, амнезія, диплопія.
- Інші побічні ефекти — порушення лібідо.

При передозуванні золпідему спостерігається різка загальмованість, виражена сонливість, порушення свідомості з переходом у кому та летальний кінець. Як антидот золпідему при передозуванні може застосовуватися флумазепіл, що є специфічним антидотом бензодіазепінових рецепторів.

## Протипокази
Золпідем протипоказаний при підвищеній чутливості до препарату, при важкій дихальній недостатності та синдромі нічних апное, при важкій печінковій недостатності, у першому триместрі вагітності, годуванні грудьми, особам молодшим 15 років.

## Форми випуску
Золпідем випускається у вигляді таблеток по 0,00175; 0,0035; 0,005; 0,00625; 0,01 і 0,0125 г; розчину для перорального застосування із вмістом діючої речовини 5 або 10 мг/мл.